# Bò Angus

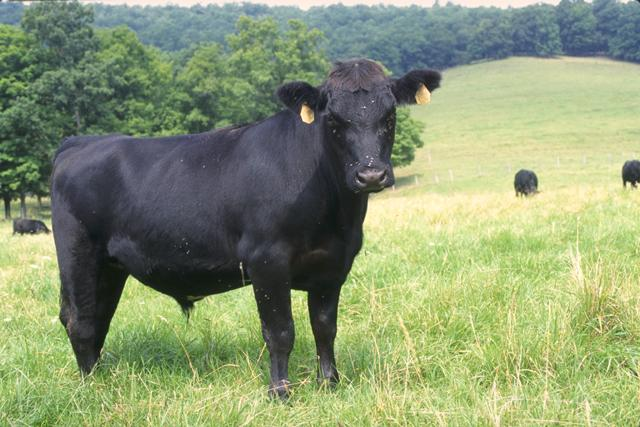
Bò Angus ở nông trại tại Florida

Bò Angus (tên đầy đủ là Aberdeen Angus) là một giống bò thịt có nguồn gốc từ vùng cao nguyên phía Bắc Scotland. Đây là một giống bò nhà được chăn nuôi phổ biến ở Hoa Kỳ để lấy thịt. Là loại giống chăn nuôi ít tốn kém, ít bệnh tật, có lợi ích kinh tế lớn cho người chăn nuôi. Bò Angus được biết đến như một loại thực phẩm tươi, mang lại giá trị và chất lượng cao và là niềm tự hào của người dân Mỹ. Qua quá trình chọn giống, đã tạo ra giống bò Angus đỏ do đó bò Angus còn có tên gọi là Bò Angus đen để phân biệt với giống đỏ.

## Đặc điểm

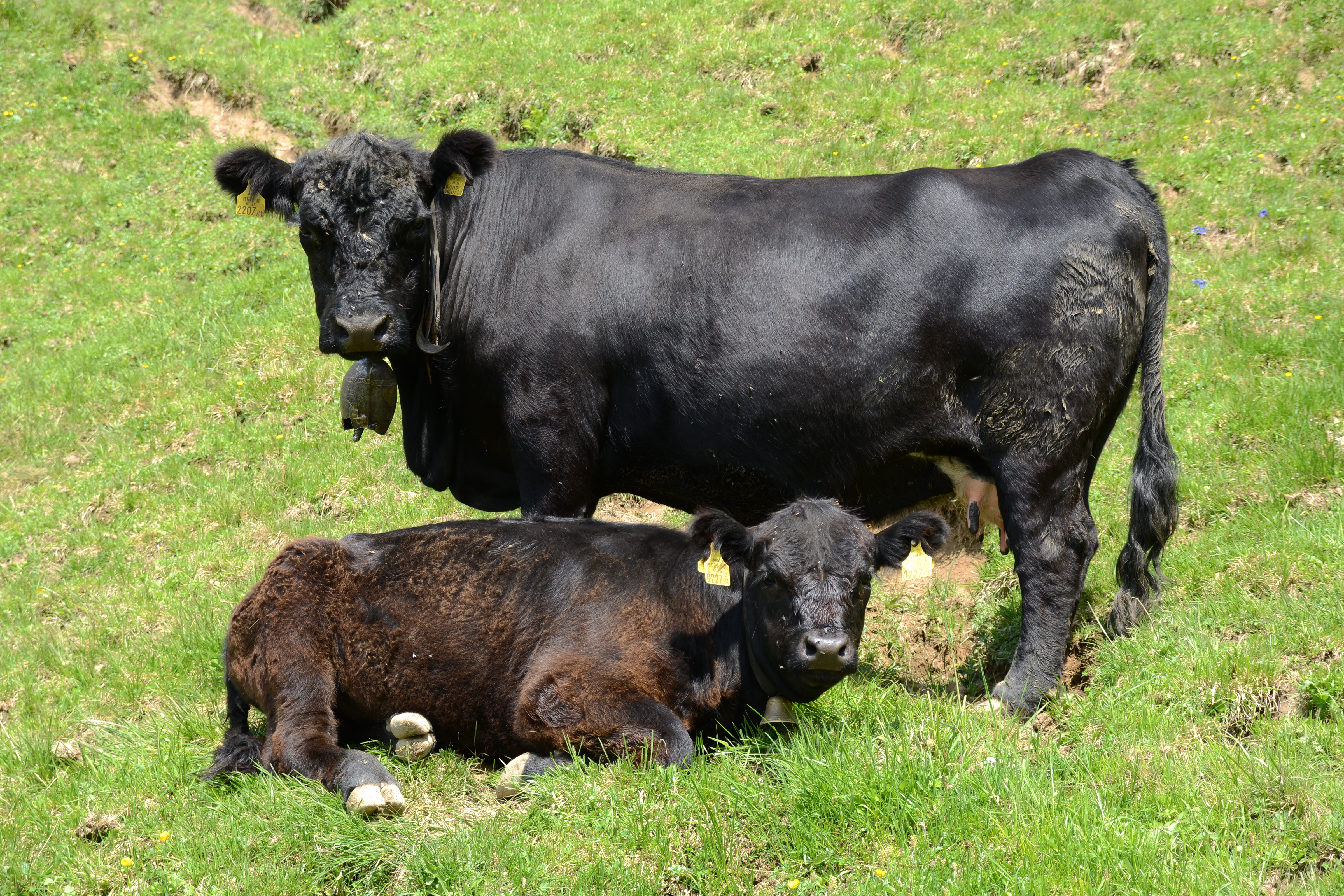
Bò mẹ và bò con

## Phân loại thịt

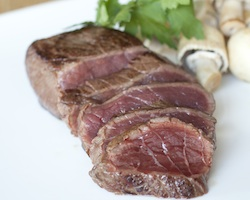
Thịt bò Angus

## Quy trình chế biến

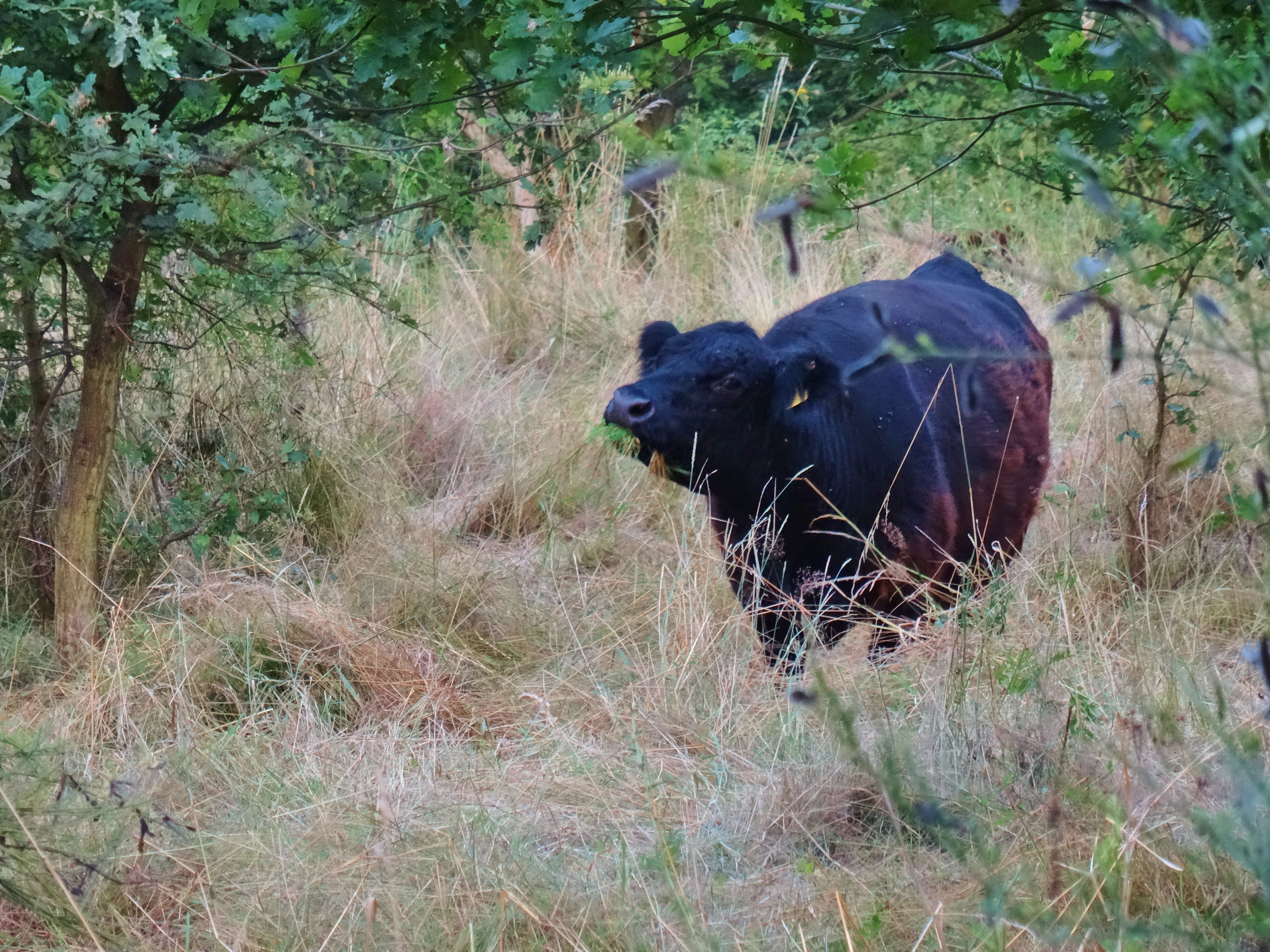
Bò được nuôi tự nhiên tại nông trại

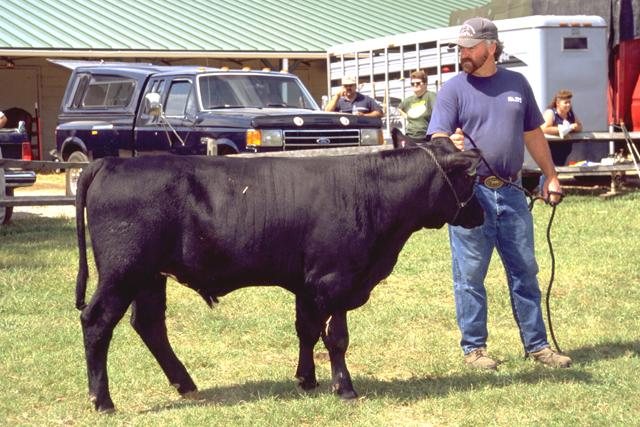
Trình diễn ở các hội chợ

## Ẩm thực

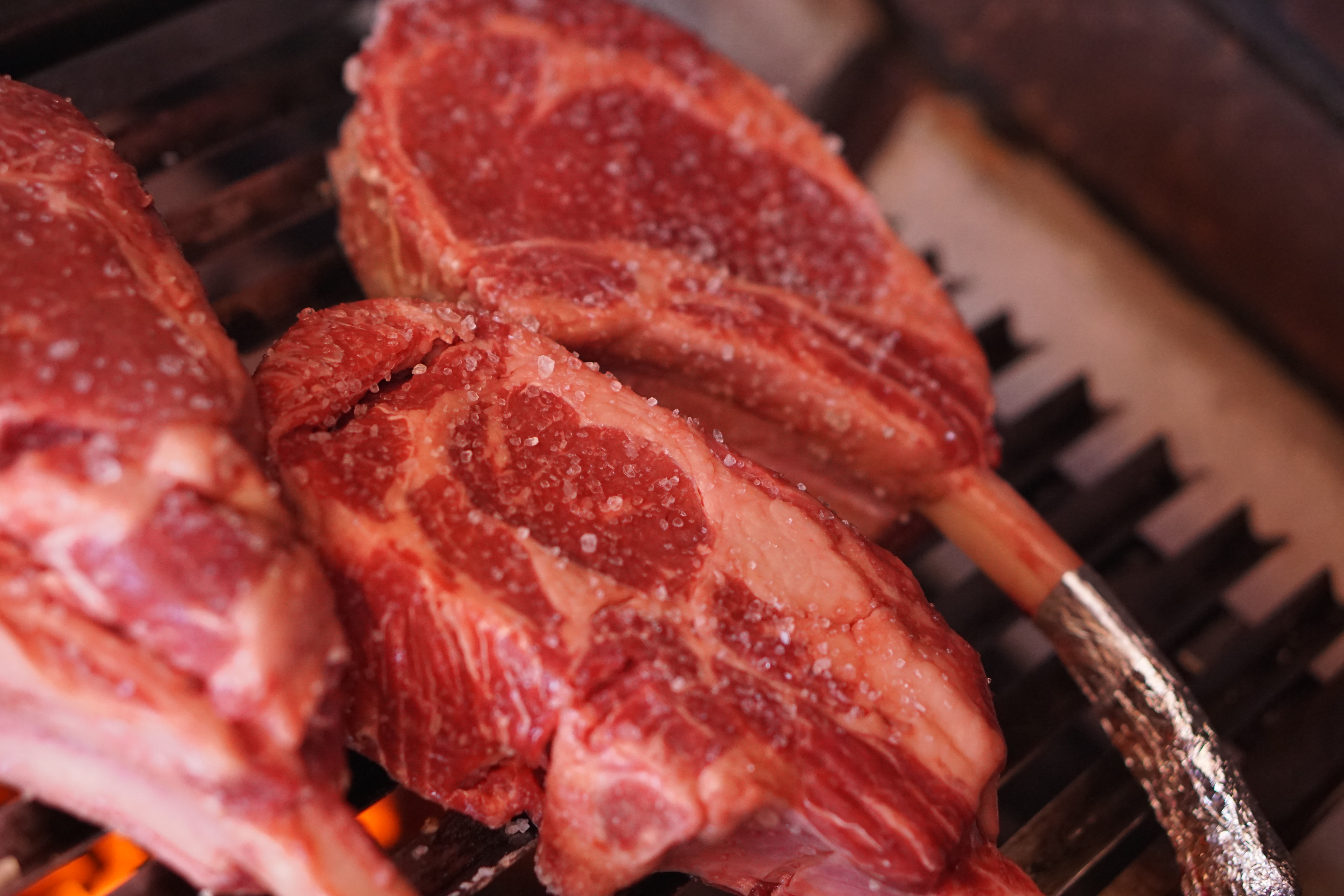
Thịt bò thượng hạng Angus là nguyên liệu cho món Churrasco

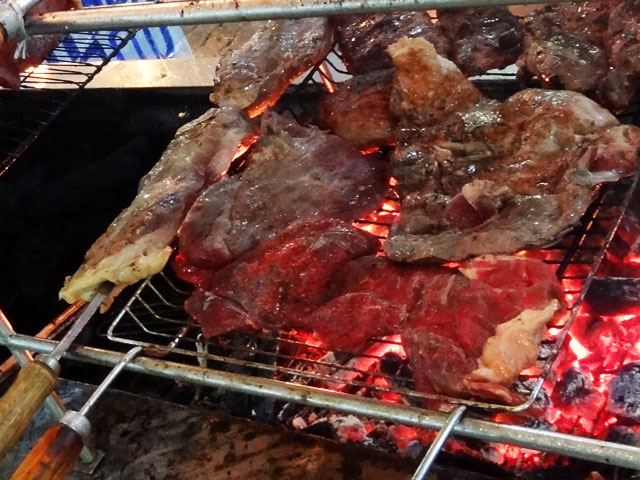
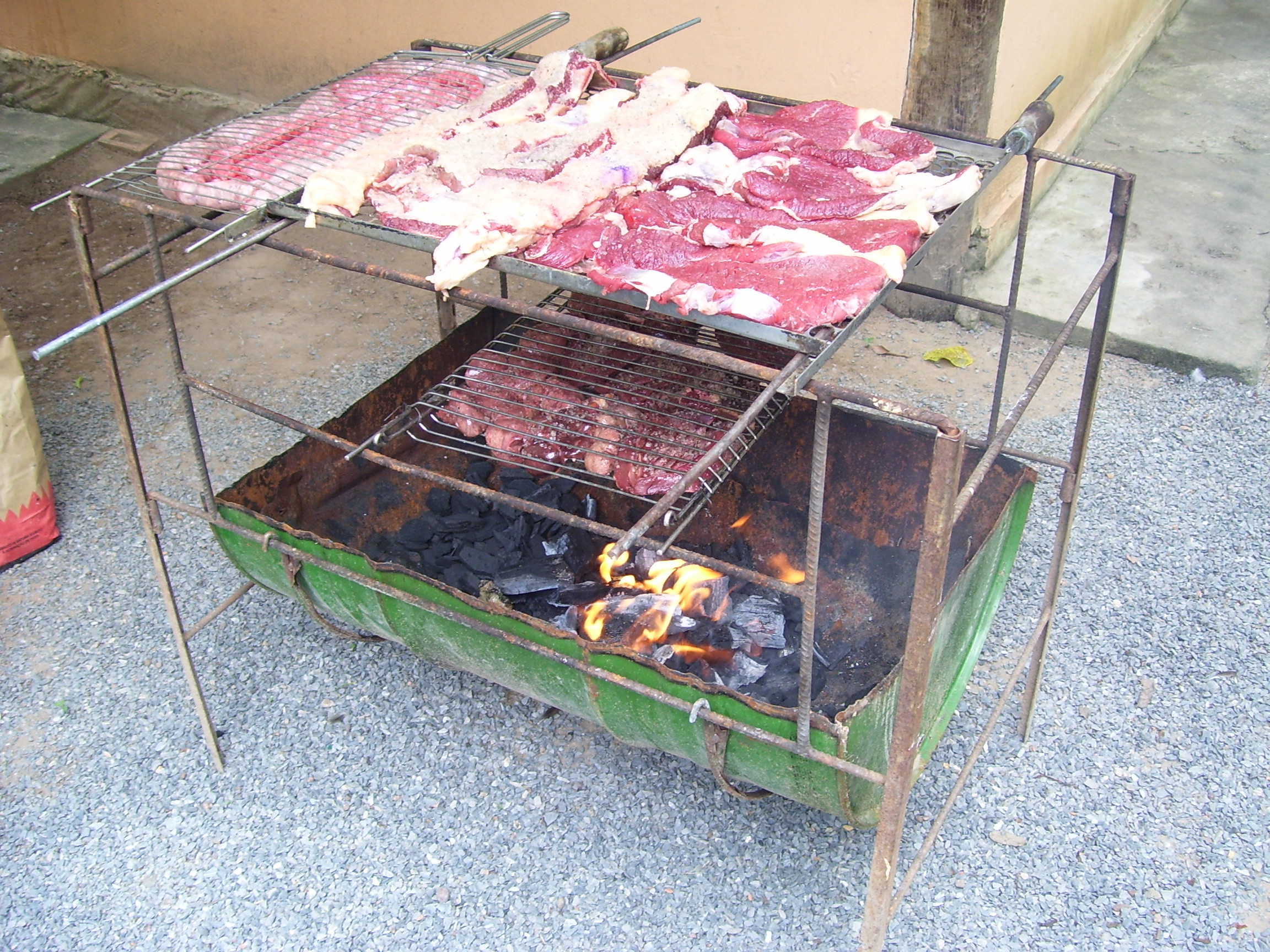
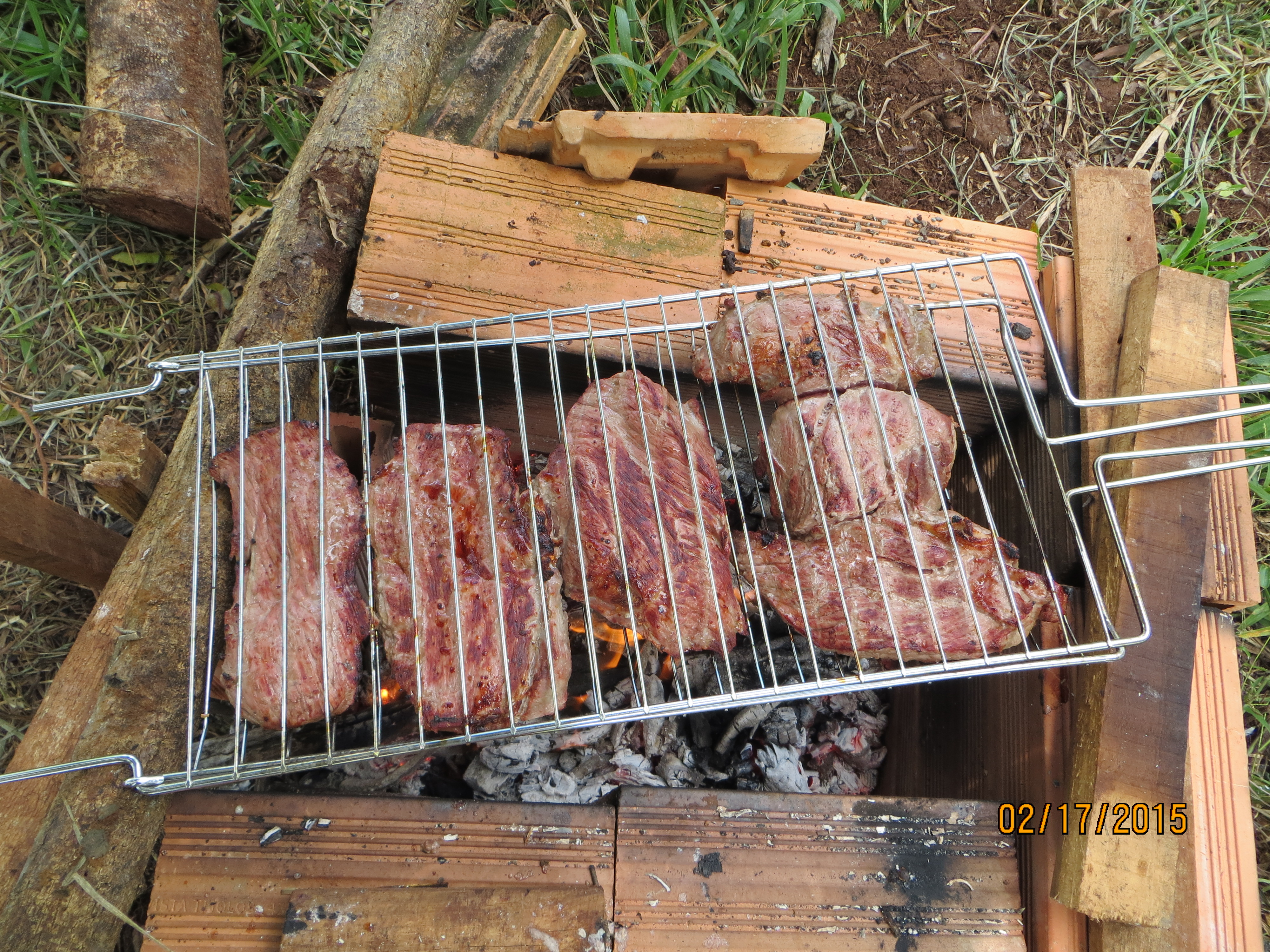
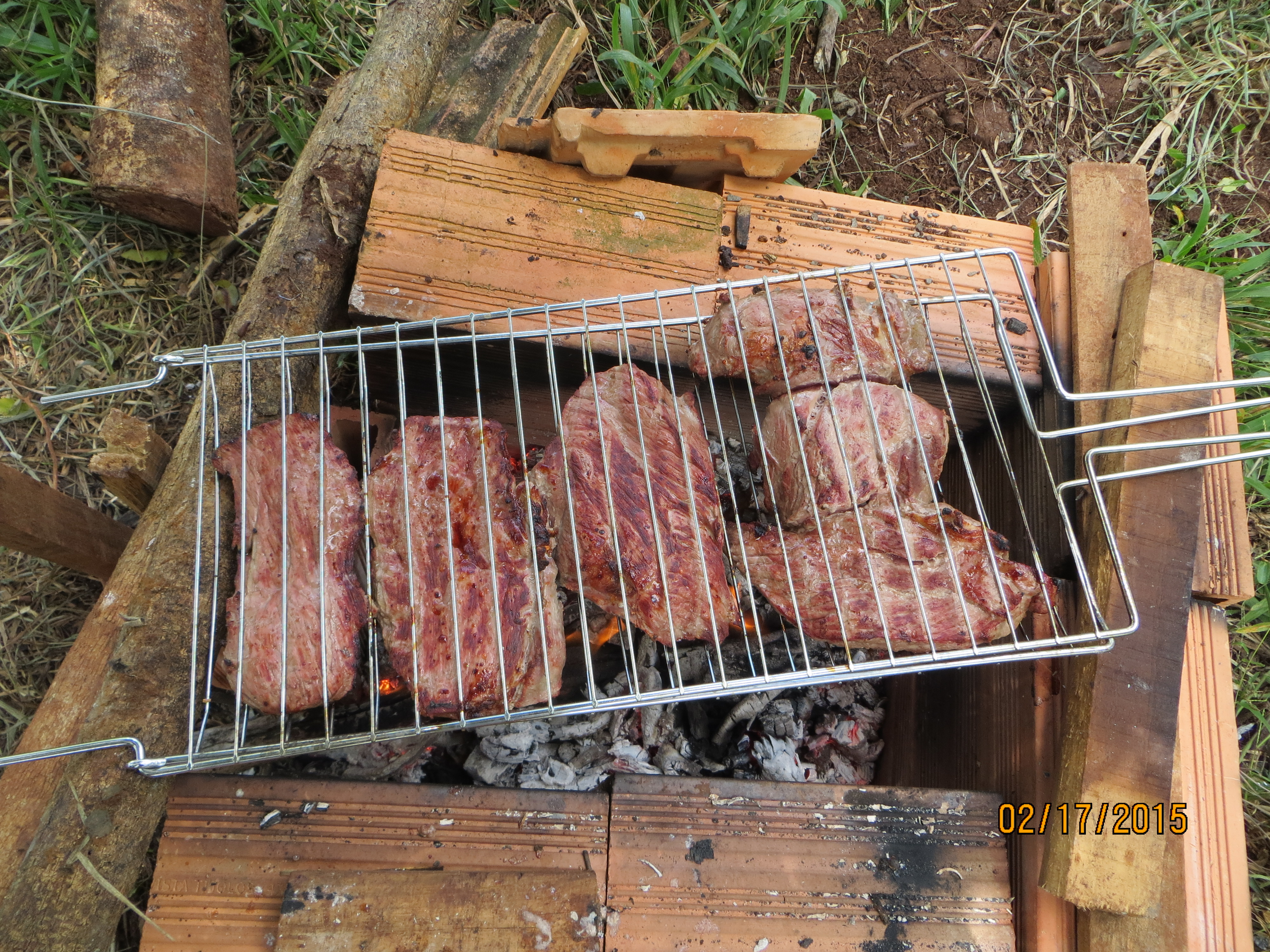